# 中石化安順廠污染案
23°1′49.16″N 120°7′24.32″E / 23.0303222°N 120.1234222°E
台湾中石化安順廠污染案，又稱為台鹼安順廠污染案，是一件發生於臺灣臺南市安南區媽祖宮里(舊稱顯宮里，於2021年4月1日更名為媽祖宮里)、鹿耳里區內的土壤污染事件。

## 污染歷史
台鹼安順廠是1942年（昭和17年）日治時期由日本鐘淵曹達株式會社租用民地所興建的工廠，生產燒鹼、鹽酸和液態氯，亦製造日本海軍零式戰鬥機所使用的溴氣管以供太平洋戰爭所需。二次大戰結束後由國民黨政府接收，更名為「台灣鹼業公司（簡稱台鹼）台南廠」，1946年開工生產，1951年更名為「台灣鹼業公司安順廠」。1964年，台鹼安順廠試製成功五氯酚鈉，1969年實施五氯酚增產計畫，並興建日產四公噸的五氯酚鈉工廠，產品以外銷日本為主。1982年6月，經濟部下令裁撤台鹼公司，台鹼安順廠關廠，並與中國石油化學工業開發股份有限公司（簡稱台湾中石化）合併，該廠名改為「中石化安順廠」，關廠後封存了近5000噸五氯酚於廠區內。

## 污染整治
由於當年安順廠利用水銀電解法電解食鹽水以製造鹼氯，經由污泥及廢水排放，造成鹿耳門附近地區的底泥受到具有毒性的汞污染（汞中毒）。除此之外，製造農藥、除草劑及木材防腐劑之五氯酚鈉時會產生戴奧辛，廠區存放的五氯酚鈉長期受到雨水沖刷，使得廠區之土壤及地下水遭到五氯酚及戴奧辛污染。
由於中石化安順廠之污染物性質複雜，同時存在有戴奧辛及汞二種不同污染物，整治技術難度高，需採多重技術處理；且因為廠址受污染面積大，造成整治土壤量龐大，而中石化安順廠又是國內唯一整治場址範圍含帶有水域底泥污染之場址，整體廠區內所需設置之整治設備規模是國內前所未有。
2001年，臺南市政府環保局以土壤及地下水污染整治法公告台鹼安順廠為污染管制區，接著行政院環保署於2002年公告為污染整治場址。2002年1月，中石化將戴奧辛與五氯酚高污染土方挖除移至封閉式鋼筋水泥暫時儲存槽中。2012年11月4日啟用由美國引進之海水池底泥疏浚船，以國外底泥濕挖技術，首開國內先例進行海水池底泥整治工程。2013年2月，中石化整治場址已完成草叢區、樹林區、單一植被區及鹼氯工廠區之污染移除工作，驗證通過面積為13.51公頃，污染移除面積達36.4%。濕處理整治技術已完成實廠試運轉，污染土壤以濕處理技術持續處理中，熱脫附實廠計畫亦於2012年11月26日審查通過。2011年，中石化安順廠耗資約新台幣二千萬元進行整治後的改造，保留廠區內原有排水渠道、紅樹林濕地等植物生態、水道及化學工場建物遺址，闢建成一處環境教育園區。

## 受害居民
2004年10月，台南社區大學委請國立成功大學替台鹼安順廠旁的一位老婦人進行檢測，結果血液中戴奧辛濃度竟高達 308.553 pg.I-TEQ/g脂質，是台灣目前所測出的最高值，同時刷新了世界紀錄，也讓台鹼安順廠的污染問題再度浮上檯面。由於廠區的海水儲水池是附近漁民長期捕魚的地方，居民並不知道廠區周圍之土壤底泥早已受到汞、五氯酚、與戴奧辛等有毒物質的重度污染，導致居民繼續吃了廿餘年的毒魚，造成多人罹癌。

## 訴訟與求償
2005年，污染行為人尚未確定，行政院基於人道關懷，補償中石化安順廠受害居民5年13億元。行政院環保署認定中石化是污染行為人，然而由於中石化不願整治、拒絕負責，因此臺南市政府以中石化作為被告向行政法院提出求償。
歷經3年訴訟，2007年11月8日，最高行政法院判決台鹼公司為安順廠污染案之污染行為人，中石化公司需概括承受其污染行為人責任。判決指出，因合併而消滅的公司，其權利義務也應由合併後存續或另立的公司承受，因此在中石化安順廠污染案中，台鹼公司的法人資格，應由中石化公司吸收，而中石化安順廠之前所有人台鹼公司是污染行為人，故承接自台鹼公司的中石化公司，須概括承受台鹼公司權利與義務。
判決確定後，臺南市政府環保局向中石化求償2003－2006年（民國92－95年）間代為執行污染調查及緊急應變費用新台幣8878萬餘元，2004年（民國93年）間安順廠周邊2等9號道路高濃度戴奧辛污染物移除的電力、電信及自來水管線遷移費用824萬元，污染介質安置工程費用195萬餘元，2005－2008年（民國94－97年）年間代執行的應變必要工程及相關措施費用1796萬餘元。臺南市政府環保局依《土壤及地下水污染整治》法，陸續向中石化求償代為執行的污染緊急應變及整治費用，並且向中石化求償2008－2009年（民國97及98年）度代執行的應變必要費用約新台幣1,609萬元，累計求償總額達新台幣1億3304萬餘元，創下土污基金設立以來最高求償紀錄。
2008年，347名罹病居民對中石化、中華民國經濟部與臺南市政府提國家賠償，除35人因程序不合及無法證明有戴奧辛汙染而被駁回請求，餘312人提起訴訟。2015年12月7日，臺灣臺南地方法院一審宣判，312人可獲精神慰撫金賠償，中石化與經濟部須賠償新臺幣1億6800多萬元，全案可再上訴。2015年「中石化戴奧辛污染自救會」僅對臺南市政府撤告。 如今，受害居民多高齡7、80歲，中石化戴奧辛污染自救會長林吉進希望相關單位不要再上訴 。

## 外部連結
- 臺南市政府環境保護局 中石化(台鹼)安順廠整治場址